# Аляев, Иван Павлович
Ива́н Па́влович Аля́ев (23 декабря 1917 [5 января 1918] — 21 марта 2000) — советский солдат и офицер, стрелок 561-го мотострелкового полка 91-й мотострелковой дивизии 7-й армии Северо-Западного фронта. Герой Советского Союза (01.04.1940), красноармеец; полковник в отставке.

## Биография

### Довоенные годы
Родился в семье сельского учителя. Работал в колхозе. Окончил три курса Стерлитамакского нефтяного техникума в 1939 году. В этом же году призван в ряды Красной Армии.

### Советско-финская война
В конце февраля 1940 года красноармеец Аляев был отправлен в составе разведгруппы на задание с целью взорвать мост неподалёку от города Выборга. В ходе задания Аляев взял командование на себя по причине смерти командира группы. В итоге диверсия удалась: мост был взорван, финны не получили подкрепления и отступили — дорога на город была свободна. 13 марта этого же года Аляев поднял в атаку бойцов своего взвода в бою за деревню Таммисуо, в результате чего вперёд пошла вся рота. В ходе сражения враг был выбит из деревни.

Указом Президиума Верховного Совета СССР от 1 апреля 1940 года за образцовое выполнение боевых заданий командования на фронте борьбы с финской белогвардейщиной и проявленные при этом отвагу и геройство красноармейцу Аляеву Ивану Павловичу присвоено звание Героя Советского Союза с вручением ордена Ленина и медали «Золотая Звезда».

### Великая Отечественная война
Участник Великой Отечественной войны. Командовал автомобильной частью на Южном, Прибалтийском, 3-м и 4-м Украинских фронтах. Вступил в ВКП(б) в 1944 году.

### Послевоенный период
После войны остался в рядах Вооруженных сил СССР. Окончил Военно-транспортную академию. В 1973 году отправлен в запас. Жил и умер в Москве.

## Память
- Похоронен на Востряковском кладбище

## Награды
- Медаль «Золотая Звезда» Героя Советского Союза (01.04.1940, медаль № 476)
- Орден Ленина (01.04.1940)
- Орден Отечественной войны I степени
- Орден Отечественной войны II степени
- Два ордена Красной Звезды
- Медали, в том числе:
  - Медаль «За победу над Германией в Великой Отечественной войне 1941—1945 гг.»
  - Юбилейная медаль «Двадцать лет Победы в Великой Отечественной войне 1941—1945 гг.»
  - Юбилейная медаль «Тридцать лет Победы в Великой Отечественной войне 1941—1945 гг.»
  - Юбилейная медаль «Сорок лет Победы в Великой Отечественной войне 1941—1945 гг.»
  - Юбилейная медаль «Пятьдесят лет Победы в Великой Отечественной войне 1941—1945 гг.»